# Virsliga 2011
La Virsliga 2011 fue la 21.ª edición del torneo de fútbol más importante de Letonia, el cual se jugó del 15 de abril al 5 de noviembre y que contó con la participación de nueve equipos.
El FK Ventspils gana su cuarto título nacional de liga.

## Clasificación
| Pos. | Equipo             | Pts. | PJ | G  | E | P  | GF | GC  | Dif. | Clasificación o descenso                      |
| ---- | ------------------ | ---- | -- | -- | - | -- | -- | --- | ---- | --------------------------------------------- |
| 1    | Ventspils (C)      | 71   | 32 | 22 | 5 | 5  | 75 | 19  | +56  | Segunda Ronda Clasificatoria Champions League |
| 2    | Liepājas Metalurgs | 70   | 32 | 22 | 4 | 6  | 74 | 26  | +48  | Primera Ronda Clasificatoria Europa League    |
| 3    | Daugava Daugavpils | 63   | 32 | 19 | 6 | 7  | 58 | 30  | +28  | Primera Ronda Clasificatoria Europa League    |
| 4    | Skonto             | 60   | 32 | 17 | 9 | 6  | 62 | 21  | +41  | Segunda Ronda Clasificatoria Europa League    |
| 5    | Jūrmala            | 44   | 32 | 12 | 8 | 12 | 45 | 42  | +3   |                                               |
| 6    | Jelgava            | 43   | 32 | 13 | 4 | 15 | 47 | 54  | −7   |                                               |
| 7    | FB Gulbene         | 28   | 32 | 7  | 7 | 18 | 39 | 67  | −28  |                                               |
| 8    | Jūrmala-VV         | 21   | 32 | 5  | 6 | 21 | 34 | 75  | −41  |                                               |
| 9    | Olimps/RFS (D)     | 6    | 32 | 1  | 3 | 28 | 19 | 117 | −98  | Playoff de Descenso                           |

 Fuente: Latvian Football Federation (en letón)
Criterios de clasificación: 1) Puntos; 2) Puntos entre sí; 3) Gol diferencia entre sí; 4) Total de victorias; 5) Gol diferencia; 6) Goles anotados
Notas:
1. ↑  El ganador de la Latvian Football Cup 2011/12 (Skonto Riga) clasifica a la Segunda Ronda Clasificatoria de la UEFA Europa League.

## Resultados

### Primera Mitad
| Local \ Visitante     | DGD | GUL | JEL | FCJ | JVV | LIE | RFS | SKO | VEN |
| --------------------- | --- | --- | --- | --- | --- | --- | --- | --- | --- |
| FC Daugava Daugavpils |     | 3–1 | 1–1 | 1–1 | 1–0 | 2–1 | 2–0 | 1–1 | 0–3 |
| FB Gulbene            | 0–2 |     | 3–0 | 1–1 | 1–1 | 0–0 | 2–1 | 1–0 | 0–2 |
| Jelgava               | 1–3 | 3–1 |     | 0–2 | 1–0 | 1–3 | 5–1 | 1–2 | 2–0 |
| FC Jūrmala            | 0–2 | 4–1 | 1–1 |     | 0–2 | 1–3 | 4–0 | 1–2 | 0–1 |
| FK Jūrmala-VV         | 1–3 | 5–3 | 2–3 | 3–1 |     | 0–5 | 2–1 | 0–4 | 0–3 |
| SK Liepājas Metalurgs | 2–0 | 1–2 | 0–1 | 1–0 | 4–1 |     | 4–1 | 0–1 | 0–0 |
| Olimps/RFS            | 0–6 | 1–3 | 1–3 | 2–2 | 0–0 | 1–4 |     | 0–4 | 0–8 |
| Skonto FC             | 1–1 | 2–1 | 4–0 | 0–1 | 2–0 | 0–2 | 4–0 |     | 1–3 |
| Ventspils             | 2–1 | 4–0 | 4–0 | 4–0 | 4–0 | 0–1 | 4–0 | 0–1 |     |

### Segunda Mitad
| Local \ Visitante     | DGD | GUL | JEL | FCJ | JVV | LIE | RFS | SKO | VEN |
| --------------------- | --- | --- | --- | --- | --- | --- | --- | --- | --- |
| FC Daugava Daugavpils |     | 2–1 | 2–1 | 3–0 | 2–1 | 0–1 | 2–0 | 0–0 | 1–1 |
| FB Gulbene            | 2–4 |     | 2–3 | 0–2 | 4–1 | 0–1 | 3–0 | 1–1 | 0–3 |
| Jelgava               | 1–2 | 3–0 |     | 0–2 | 4–1 | 3–2 | 2–1 | 1–4 | 1–2 |
| FC Jūrmala            | 2–1 | 2–0 | 2–0 |     | 2–0 | 1–4 | 6–1 | 1–1 | 2–3 |
| FK Jūrmala-VV         | 0–3 | 2–2 | 1–1 | 0–0 |     | 1–2 | 4–0 | 2–2 | 1–2 |
| SK Liepājas Metalurgs | 1–3 | 6–2 | 2–0 | 1–1 | 6–1 |     | 7–1 | 0–0 | 2–1 |
| Olimps/RFS            | 1–3 | 1–1 | 1–3 | 1–2 | 2–1 | 0–3 |     | 0–7 | 1–6 |
| Skonto FC             | 1–0 | 5–0 | 2–1 | 1–1 | 3–0 | 0–1 | 6–0 |     | 0–1 |
| Ventspils             | 2–1 | 1–1 | 0–0 | 2–0 | 4–1 | 1–2 | 4–0 | 0–0 |     |

### Ronda de Descenso
| 10-11-2011 | Olimps/RFS | 1–2 | Spartaks                | Daugava, Riga |  |
|            | Blūms 72'  |     | 14' Rua · 21' Panasjuks |               |  |

| 13-11-2011 | Spartaks                           | 2–0 (Global 4-1) | Olimps/RFS | Estadio Sloka, Jurmala |  |
|            | Budilovs 32' · Skalenko 49' (pen.) |                  |            |                        |  |

## Goleadores
| # | Nombre             | Club               | Goles |
| - | ------------------ | ------------------ | ----- |
| 1 | Nathan Júnior      | Skonto Riga        | 22    |
| 2 | Mamuka Ghonghadze  | Daugava Daugavpils | 21    |
| 3 | Jurģis Kalns       | Liepājas Metalurgs | 16    |
| 3 | Vladislavs Kozlovs | Jelgava            | 16    |
| 4 | Vadim Yanchuk      | Ventspils          | 12    |
| 5 | Vladimirs Kamešs   | Liepājas Metalurgs | 11    |

## Premios

### Logros Individuales

#### Prensa
- Mejor Extranjero:  Daniel Ola (Jūrmala)
- Mejor Jóven (U-21):   Arevshat Khachatryan (Gulbene)
- Mejor Entrenador:  Tamaz Pertia (Daugava Daugavpils/ Olimps/RFS)
- Revelación del Año:  Oļegs Laizāns (Ventspils)
- Mejor Jugador:  Jurģis Kalns (Liepājas Metalurgs)

#### Federación
- Fuente:[3]
- Mejor Portero:  Germans Māliņš (Skonto Riga)
- Mejor Defensa:  Pāvels Mihadjuks (Liepājas Metalurgs)
- Mejor Mediocampista:  Oļegs Laizāns (Ventspils)
- Mejor Delantero:  Nathan Júnior (Skonto Riga)
- Mejor Entrenador:  Sergei Podpaly (Ventspils)
- Goleador:  Nathan Júnior (Skonto Riga) (22 goles)
- Mejor Jóven (U-21):  Valērijs Šabala (Skonto Riga)
- Jugador del Año:  Oļegs Laizāns (Ventspils)

### Logros de Equipo
- Fuente:[3]
- Mejor Organización:Jelgava
- Juego Limpio:Gulbene